# زنستان
دوهفته‌نامه زَنـِستان نخستین مجله اینترنتی حقوق زنان به زبان فارسی بود.
وب‌گاه زنستان از سال ۱۳۸۴ آغاز به کار کرد و ۳۳ شماره از آن منتشر شد.
این نشریه در هر شماره به موضوعی تخصصی در حوزه حقوق زنان، حقوق کودکان و حقوق بشر می‌پرداخت.
برای مثال، در فروردین ۱۳۸۵ برای نخستین بار مکمّل شروط ضمن عقد به قلم زهره ارزنی، وکیل دادگستری را منتشر کرد و چند ماه بعد نیز مکمّل شروط ضمن عقد به قلم قوه قضائیه ایران منتشر شد. همچنین فراخوان تجمع ۲۲ خرداد ۱۳۸۵ در این نشریه منتشر شد. جنبش زنان و جنبش مشروطه، خاطرات زنان از زندان، زنان کارگر، کودکان، بررسی قوانین مربوط به زنان و خانواده، مردان در جنبش زنان و … از موضوعات شماره‌های مختلف آن بود.

## توقیف
این نشریه که پیش از آن ۶ بار فیلتر شده بود، در اواخر آبان ۱۳۸۶ با اخطار دادسرای اتاق اینترنت وزارت ارشاد بسته شد. دادسرای اتاق اینترنت وزارت ارشاد با احضار مسئولان شرکت‌هایی که هاست و دامین مجله اینترنتی زنستان از آنها خریداری شده بود، از آنها خواست که فضای اینترنتی فروخته شده به زنستان را مسدود کنند.
لیلا علی‌کرمی، وکیل و حقوقدان در این مورد گفته‌است از آنجایی که این سایت بدون هیچ حکم دادگاهی بسته شده، پیگیری برای رفع توقیف از آن نیز مشکل است. «سایت زنستان سایتی بوده که اخبار را پخش می‌کرده و در آنجا هیچ مطلبی خلاف اصول شرع و قانون نوشته نمی‌شده یا اینکه در معرض مراجعه‌کنندگان سایت قرار نداشته‌است. بنابراین اصلاً ما قانونی در این خصوص نداریم که بخواهیم با استناد به آن حتا سایت را فیلتر یا مسدودش کنیم. ولی متأسفانه الان خیلی از سایتها هستند که با این مشکل مواجه هستند و فیلترینگ خیلی قوی هست در ایران و بنابراین این کار اصلاً پایه قانونی ندارد».